# Oskäran
Oskäran är en sjö i Norrtälje kommun i Uppland och ingår i Norrtäljeån-Åkerströms kustområde. Sjön har en area på 0,12 kvadratkilometer och ligger 13,2 meter över havet.

## Delavrinningsområde
Oskäran ingår i det delavrinningsområde (661264-165894) som SMHI kallar för Rinner mot Bergshamraviken. Medelhöjden är 23 meter över havet och ytan är 23,01 kvadratkilometer. Det finns inga avrinningsområden uppströms utan avrinningsområdet är högsta punkten. Avrinningsområdets utflöde mynnar i havet, utan att ha någon enskild mynningsplats. Avrinningsområdet består mestadels av skog (69 procent) och jordbruk (12 procent). Avrinningsområdet har 0,89 kvadratkilometer vattenytor vilket ger det en sjöprocent på 3,9 procent. Bebyggelsen i området täcker en yta av 1,69 kvadratkilometer eller 7 procent av avrinningsområdet.